# Pål Nyrén
Pål Nyrén, född 1955, är professor i biokemi på Kungliga Tekniska högskolan  
(KTH), i Stockholm. Han är mest känd för utvecklandet av pyrosekvensering, en typ av DNA-sekvensering.
Pål Nyrén utexaminerades som civilingenjör från KTH (kemi) 1981 och blev teknologie doktor i biokemi vid Stockholms universitet 1985. 1997 grundade han företaget Biotage AB (då Pyrosequencing AB) och 1999 utsågs han till professor i biokemi.